# Димитър Палеолог
Деметрий Палеолог (на гръцки: Δημήτριος Παλαιολόγος, Dēmētrios Palaiologos, Demetrios Palaiologos, Demetrius Palaeologus, * 1407, † 1470 като монах Давид в Адрианопол) от династията Палеолози е византийски принц и деспот (despotēs) на Морея de jure 1428 – 1460, de facto 1436 – 1438 и 1451 – 1460, владетел на Лемнос 1423 – 1440, владетел на Месембрия 1440 – 1451 и владетел на Тасос 1460 – 1466.
Той е малък син на византийския император Мануил II Палеолог и съпругата му сръбската принцеса Елена Драгаш. Брат е на византийския император Йоан VIII Палеолог и на последния византийскии мператор Константин XI Драгаш, на Андроник Палеолог, управител на Солун, и на деспотите на Морея, Теодор II Палеолог и Тома Палеолог.
Той прави неуспешен опит за преврат през 1448 г. На 29 май 1453 г. османският султан Мехмед II завладява Константинопол и предлага на Деметрий и брат му Тома да останат като васали управители на деспотство Морея (Пелопонес).
В 1458 г. турците завземат северния му дял, а в 1460 г. и останалата част от деспотството, и обсаждат столицата Мистра, която сам Деметрий Палеолог им предава без битка. Дъщеря му Елена е взета в султанския харем (реално е пратена да живее в собствен дом в Адрианопол), затова са му дадени като компенсация Енос и островите Тасос, Лемнос, Имброс и Самотраке, фактически само приходите от тях, но не и управлението им.
Така и последната отломка от Византийската империя пада под турска власт.
Деметрий Палеолог живее тихо в Енос до 1467 г., когато заради укриване на част от данъците, дължими на султана от негови служители, му е отнето всичко и е интерниран, за да бъде съден в Димотика, където изпада в мизерия и се разболява. Там случайно в 1469 г. го вижда в окаяното му състояние султанът и възвръща благоволението си като му отпуска сериозна рента от 50 000 сребърника. В 1470 г. Деметрий Палеолог и съпругата му стават монаси в Адрианопол, където той приема името Давид. Умира същата 1470 г. в манастира на Адрианопол, където по-късно същата година при неизяснени обстоятелства умира и дъщеря му Елена.

## Фамилия
Деметрий Палеолог се жени през март 1436 г. за Зоя Параспондил и втори път през юни 1441 г. за Теодора Асенина († 1470/71), дъщеря на Павел Асен от България, посланик при султан Мурад II през 1437 г. управител на Константинопол 1438/40. С втората си съпруга той има дъщеря:
- Дъщеря – Елена Палеологина (* 23 април 1442 † 1470/71 в Адрианопол), приета в харема на султан Мехмед II на 30 май 1460 г., но реално не става част от него, а живее в собствен дом в Адрианопол;
- Син [1] – Йоан Дука Ангел Палеолог Раул Ласкарис Торник Филантропин Асен (1444 † 1449)